# Movimento Democratico del Sudan del Sud
Il Movimento Democratico Sudsudanese (in lingua inglese South Sudan Democratic Movement, SSDM) è un gruppo armato ribelle al governo del Sudan del Sud durante la guerra civile in Sudan del Sud dal 2013 al 2020. Il leader del SSDM è stato Riek Machar fino al 2020.